# Ciclo pictórico de André Reinoso
Ciclo pictórico de André Reinoso é  uma série de pinturas representando episódios da vida de S. Francisco Xavier (1506-1552), executada para a sacristia da Igreja de São Roque, situa-se no espaldar dos arcazes de madeira da sacristia seiscentista. Trata-se de um conjunto de 20 telas da autoria do pintor proto-barroco português André Reinoso (c. 1590 – 1641) e da sua oficina. Foram colocadas no lugar que ocupam em 1619, três anos antes da canonização do santo jesuíta, em 12 de março de 1622, integrando-se numa vasta campanha de “propaganda” da vida e obra do santo missionário, com vista à sua rápida canonização. O conjunto pictórico teve como base de inspiração, basicamente, a minuciosa biografia Historia da Vida do padre Francisco Xavier, e do que fizerão na India os mais religiosos da Companhia de Jesus, escrita pelo Padre João de Lucena e publicada em Lisboa, em 1600. A presente série é reconhecida como da máxima importância iconográfica, pois constitui a primeira definição conhecida da sua vida, pelo menos de um ciclo completo.
Por sua vez, no entendimento do historiador de arte, Vítor Serrão, ela representa “um dos mais deslumbrantes conjuntos da antiga pintura portuguesa”, tendo merecido um amplo estudo monográfico deste autor. Através dela, podemos apreciar a riquíssima variedade de trajes exóticos e costumes da Índia e costumes tradicionais japoneses, que o pintor conhecia apenas por descrições ou gravuras da época.
“As telas são definidas por um tenebrismo sintético e luminoso sem par na pintura portuguesa do seu tempo), traduzindo excelentes qualidades de desenho, de mancha transparente e cromatismo cálido, um profundo grau de sensibilidade na modelação de rostos, tecidos e carnações – em síntese, são uma pintura de larga espiritualidade, de sincero misticismo narrativo, onde espreitam os novos valores do Barroco proselitista”.
Toda esta pintura evidencia um realismo meticuloso, notório na captação dos mais diversos pormenores das roupagens e adereços exóticos, no tratamento dos gestos e dos olhares, ainda porventura vinculados a uma retórica Maneirista. Estas características, em maior ou menor escala, presentes nas telas de Reinoso, revelam também um sentido largo da dimensão paisagística, bem como o sentido tenebrista dos valores da iluminação, construída pela incidência dos focos de luz sobre uma atmosfera obscurecida. Aqui se nota a influência da pintura de Juan Bautista Maino, o grande mestre madrileno, que terá sido o mentor de Reinoso. É ainda de realçar, num e noutro quadro, uma notável plasticidade nas movimentações de pequenos grupos, de uma maleabilidade sugestivamente barroca. Deste conjunto de quadros da Vida de são Francisco Xavier, 15 ou 16 das 20 pinturas são atribuídas incontestavelmente aos pincéis de Reinoso, após análise criteriosa do seu estilo e pela dedução das características singulares acima referidas. Algumas delas, porém, apresentam limitações inventivas, nomeadamente erros de perspetiva, não deixando dúvidas sobre a traça e a presença de um segundo pintor cuja plasticidade se revela acentuadamente maneirista. A série evidencia um programa iconográfico , encomendado segundo diretrizes específicas da Companhia de Jesus, impulsionada pelo desejo de criar uma hagiografia imagética da vida miraculosa do grande missionário quinhentista, falecido em 1522, com cheiro de santidade… Importava, pois, estabelecer uma iconografia legível, atrativa, rigorosa, assente em textos biográficos reconhecidos na época, nomeadamente do Padre João de Lucena; em suma – uma história em imagens que fosse suficientemente transparente e inflamatória dos seus fiéis. O ciclo pictórico de Reinoso viria, assim, cumprir este desígnio intrínseco.
Toda esta pintura evidencia um realismo meticuloso, notório na captação dos mais diversos pormenores das roupagens e adereços exóticos, no tratamento dos gestos e dos olhares, ainda porventura vinculados a uma retórica Maneirista. Estas características, em maior ou menor escala, presentes nas telas de Reinoso, revelam também um sentido largo da dimensão paisagística, bem como o sentido tenebrista dos valores da iluminação, construída pela incidência dos focos de luz sobre uma atmosfera obscurecida. Aqui se nota a influência da pintura de Juan Bautista Maino, o grande mestre madrileno, que terá sido o mentor de Reinoso. É ainda de realçar, num e noutro quadro, uma notável plasticidade nas movimentações de pequenos grupos, de uma maleabilidade sugestivamente barroca. Deste conjunto de quadros da Vida de são Francisco Xavier, 15 ou 16 das 20 pinturas são atribuídas incontestavelmente aos pincéis de Reinoso, após análise criteriosa do seu estilo e pela dedução das características singulares acima referidas. Algumas delas, porém, apresentam limitações inventivas, nomeadamente erros de perspetiva, não deixando dúvidas sobre a traça e a presença de um segundo pintor cuja plasticidade se revela acentuadamente maneirista. A série evidencia um programa iconográfico , encomendado segundo diretrizes específicas da Companhia de Jesus, impulsionada pelo desejo de criar uma hagiografia imagética da vida miraculosa do grande missionário quinhentista, falecido em 1522, com cheiro de santidade… Importava, pois, estabelecer uma iconografia legível, atrativa, rigorosa, assente em textos biográficos reconhecidos na época, nomeadamente do Padre João de Lucena; em suma – uma história em imagens que fosse suficientemente transparente e inflamatória dos seus fiéis. O ciclo pictórico de Reinoso viria, assim, cumprir este desígnio intrínseco.
1. 1 2  in MORNA, T.F.; TRIGUEIROS, A.J.; COUTINHO, M.J.P., Missão, espiritualidade e arte em São Francisco Xavier. Textos do encontro científico pela ocasião dos 400 anos da beatificação, Lisboa, Santa Casa da Misericórdia de Lisboa / Museu de São Roque, 2020, pp. 92-133. ISBN 978-989-9021-31-0., 2020